# 菅原敬太
菅原 敬太（すがはら けいた）は、日本の漫画家。『走馬灯株式会社』でデビュー。熊本県小国町出身。日本映画学校現日本映画大学卒業。

## エピソード
- プロ野球選手の本多雄一の夫人がいとこであり、結婚会見の際、二人の似顔絵を執筆した[1]。

## 受賞歴
- 第6回漫画アクション新人賞

## 主な作品

### 漫画
- 走馬灯株式会社（『漫画アクション』連載、全10巻）
- 鉄民（『WEBコミックアクション』連載、2014年11月21日 - 2016年3月4日、全3巻）
- 隣町のカタストロフ（『漫画アクション』連載、2016年22号 - 2018年4号、全3巻）
- 家族対抗殺戮合戦（『月刊コミックバンチ』）連載、2018年10月号 - 2019年8月号、既刊1巻（電子版では既刊7巻）現在ピッコマにて連載中。
- 正義の見方セイギダー（『KANATA』）連載、2023年8月 -  新潮社バンチ編集部発のピッコマ独占先行配信オリジナル電子コミックレーベルKANATAにて連載中。

### 漫画原作
- マーダー・インカーネイション（作画：稲光伸二、『月刊アクション』連載、2013年7月号 - 2014年8月号、全2巻）
- 天泣のキルロガー（作画：井上菜摘、『漫画アクション』短期集中連載、2019年6号 - 2019年8号 ⇒ 本格連載、2019年11号 - 2020年11号、全3巻）